# Pa Modou Jagne
Pa Modou Jagne (sinh ngày 26 tháng 12 năm 1989) là một cầu thủ bóng đá người Gambia thi đấu với tư cách cầu thủ tự do.

### Bàn thắng quốc tế
Bàn thắng và kết quả của Gambia được để trước.
| #  | Ngày                 | Địa điểm                                 | Đối thủ    | Bàn thắng | Kết quả | Giải đấu           |
| -- | -------------------- | ---------------------------------------- | ---------- | --------- | ------- | ------------------ |
| 1. | 3 tháng 6 năm 2007   | Sân vận động 28 tháng 9, Conakry, Guinée | Guinée     | 2–2       | 2–2     | Vòng loại CAN 2008 |
| 2. | 18 tháng 11 năm 2019 | Sân vận động Độc lập, Bakau, Gambia      | CHDC Congo | 1–1       | 2–2     | Vòng loại CAN 2021 |